# Jubileu de Prata de Jorge V do Reino Unido

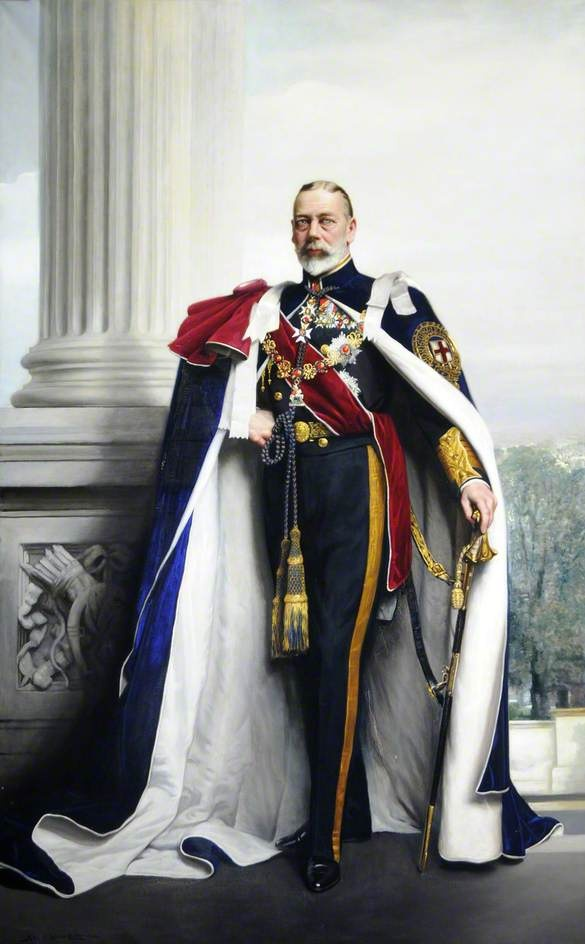
O Rei Jorge V, vestindo vestes de liga, posa para seu retrato do Jubileu de Prata.

O Jubileu de Prata de Jorge V do Reino Unido em 6 de maio de 1935 marcou 25 anos de Jorge V como o Rei do Reino Unido e os domínios britânicos, e imperador da Índia. O Jubileu foi marcado com eventos populares e em grande escala em Londres e no resto do Reino Unido em maio de 1935. Foi a primeira celebração do Jubileu de Prata de qualquer monarca britânico na história. O Rei morreu menos de um ano depois.

## Celebrações

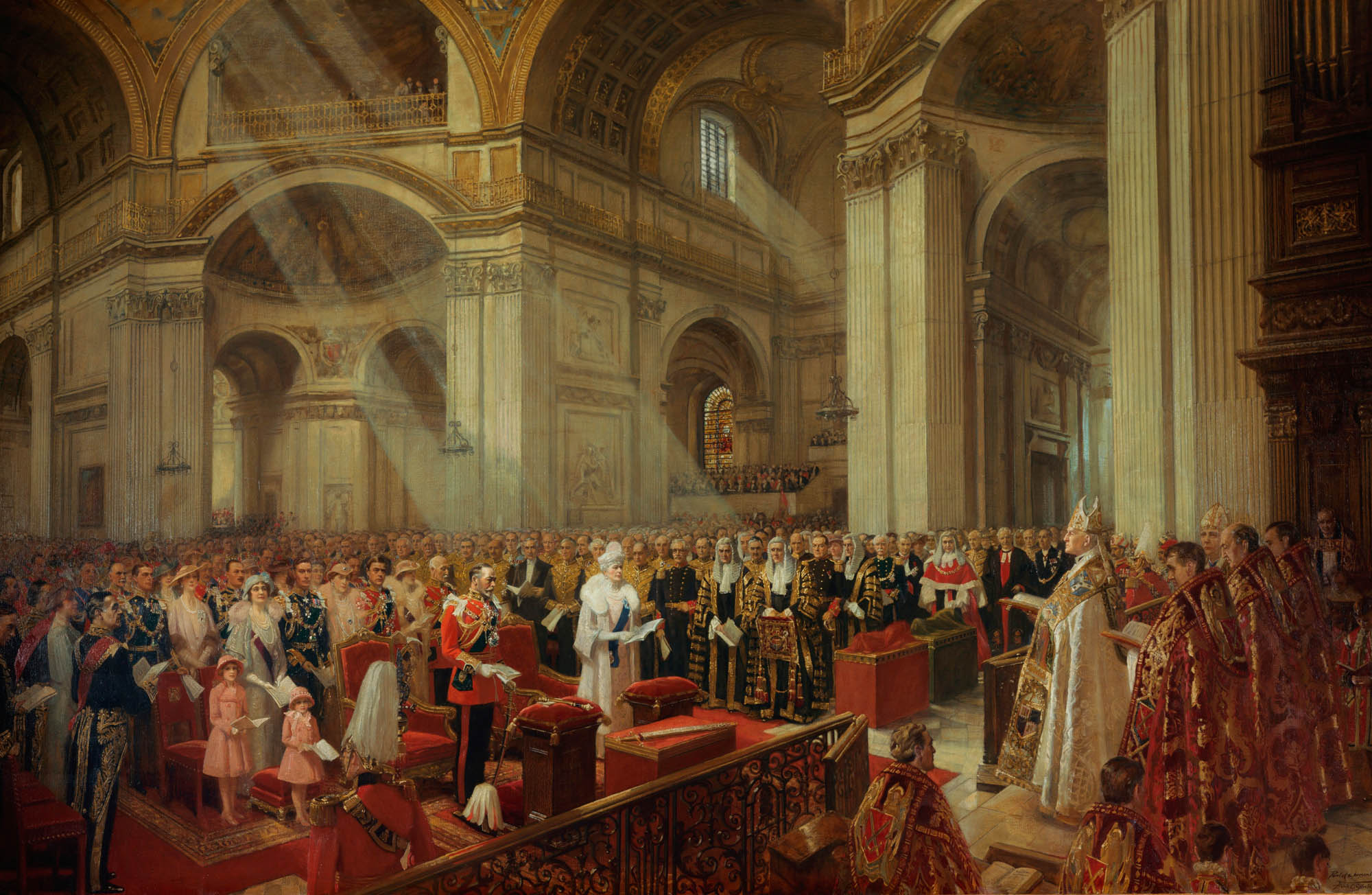
O Coração do Império, uma pintura de Frank O. Salisbury, que retrata o Serviço de Ação de Graças do Jubileu de Prata dentro da Catedral de São Paulo em 6 de maio de 1935.

As Celebrações do Jubileu de Prata em Londres começaram com uma procissão de carruagem através de Londres até a Catedral de São Paulo para um serviço nacional de ação de graças em 6 de maio de 1935. Foi seguido por outra procissão de volta ao Palácio de Buckingham, onde a Família Real apareceu na varanda. O Rei e a Rainha foram acompanhados por membros da Família Real, incluindo a Rainha Maud da Noruega, o Príncipe de Gales, o Duque e a Duquesa de Iorque, a Princesa Maria e o Conde de Harewood, o Duque de Gloucester, e o Duque e a Duquesa de Kent. Devido à demanda popular, o Rei acenou da mesma varanda por alguns dias consecutivos mais tarde na mesma semana.
O dia do Jubileu foi declarado feriado bancário e celebrações foram realizadas em todo o Reino Unido com festas de jardim, concursos e eventos esportivos. Às 20:00, o discurso do Jubileu do Rei foi transmitido. Ele agradeceu "das profundezas de seu coração ao seu querido povo" em nome dele e da Rainha Maria, pelas comemorações do Jubileu.
Durante todo o mês de maio, o rei continuou fazendo passeios de carruagem por Londres. Ele também levou um pelo norte de Londres para o aniversário da Rainha em 26 de maio, durante o qual eles foram acompanhados por suas duas netas: princesas Elizabeth e Margarida de Iorque.
O Jubileu também foi marcado com um baile para dois mil convidados no Palácio de Buckingham em 14 de maio, uma Exposição do Império e a Abertura do Estado do Parlamento. Uma recepção foi organizada pelo Senhor Prefeito de Londres em homenagem ao Rei e à Rainha, que também contou com a presença do Príncipe de Gales e do Duque e da Duquesa de Iorque.
Durante as celebrações do Jubileu, o rei recebeu um grande número de telegramas de todo o império e de todo o mundo, com desejos calorosos, tanto de líderes mundiais quanto de seus súditos. A reação do público às aparições de Jorge V sobre as celebrações jubilantes apenas confirmou a popularidade de uma celebração do Jubileu, bem como a estima em que o Rei foi mantido.

## Comemoração

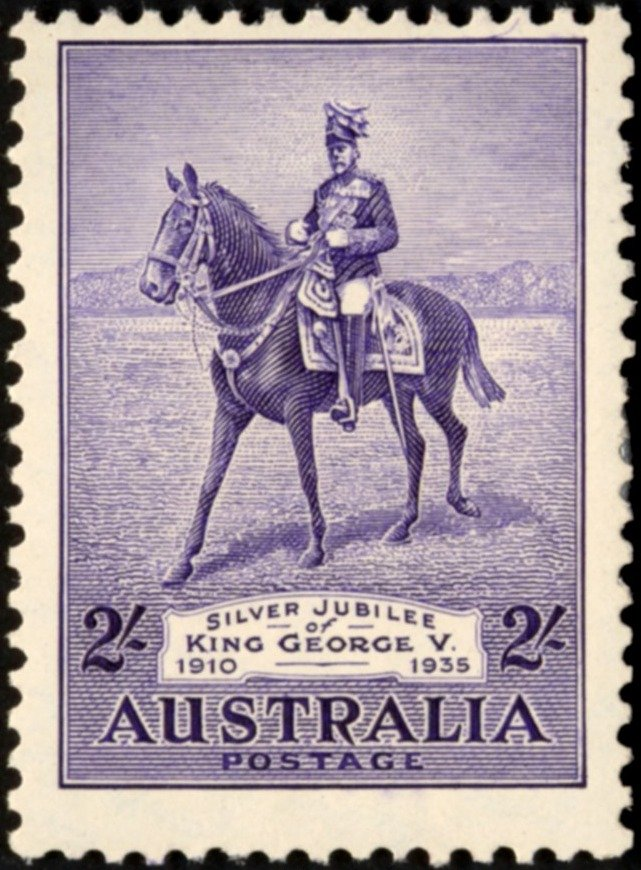
Um selo australiano marcando o Jubileu de Prata do Rei Jorge V.

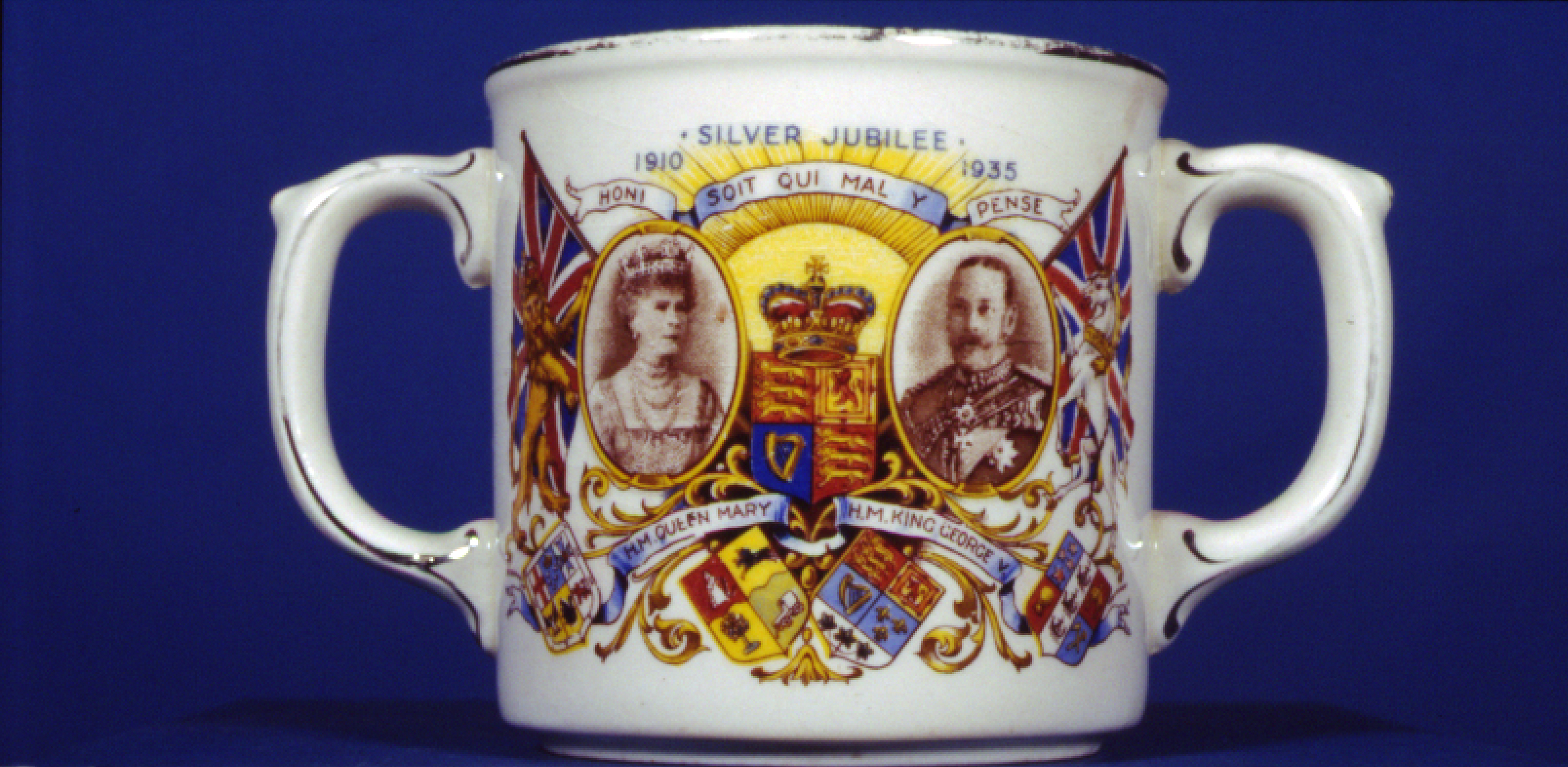
Uma caneca com duas alças, exibindo retratos do Rei Jorge V e da Rainha Maria cercado de bandeiras e regalia, comemorando o Jubileu de Prata do Rei.

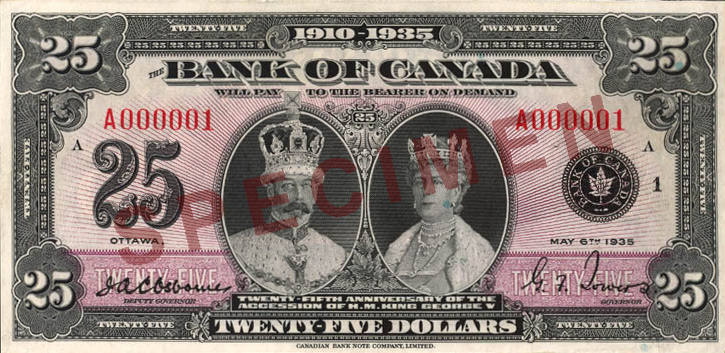
O obverso da versão em inglês da nota de $25. Os retratos são do Rei Jorge V à esquerda e da Rainha Maria à direita.

Uma Medalha jubileu de prata foi criada para comemorar o Jubileu. Foi concedida aos membros da Família Real e oficiais selecionados de Estado, funcionários e servos da Família Real, ministros, funcionários do governo, prefeitos, funcionários públicos, funcionários do governo local, membros da marinha, exército, força aérea e polícia na Grã-Bretanha, suas colônias e domínios.
O Jubileu foi marcado por cargas de diferentes lembranças do Jubileu. Todas as crianças nascidas no Dia do Jubileu (6 de maio de 1935) receberam uma taça comemorativa especial de prata. Uma moeda de coroa de prata também foi lançada pela Casa da Moeda Real para marcar o Jubileu. Conjuntos específicos de selos foram emitidos para o Jubileu no Reino Unido e os domínios, incluindo questões na Austrália, Canadá, Índia, Nova Zelândia e África do Sul. 
O Banco do Canadá emitiu sua primeira nota comemorativa para comemorar o Jubileu de Prata do Rei. Era uma nota de 25 dólares na série de 1935. A nota roxa real foi emitida em 6 de maio de 1935, e é a única nota de US $ 25 já emitida pelo Banco do Canadá.
Uma montanha no Parque Provincial strathcona na ilha de Vancouver, na Colúmbia Britânica, Canadá foi nomeada Monte Jorge V em homenagem a Jorge V, para comemorar seu jubileu de prata em 1935.
Em Sungai Petani, Malásia, uma torre de relógio de 12,1 m foi construída na rua principal, Jalan Ibrahim, em 1936. A torre, coberta por uma estrutura em forma de cúpula, foi um presente de Lim Lean Teng ao Rei George V e à Rainha Maria para comemorar o Jubileu de Prata.
A Piscina do Jubileu, um lido à beira-mar ao ar livre, foi aberta em Penzance, Cornwall para comemorar o Jubileu.
Para o Jubileu de Prata de 1935, a primeira versão do frango Jubileu foi criada, e foi baseada em frango vestido com maionese e curry em pó.

## Galeria

Recepção do Rei Jorge V e da Rainha Maria na porta oeste da Catedral de São Paulo durante o Serviço de Ação de Graças do Jubileu de Prata.Recepção do Rei Jorge V e da Rainha Maria na porta oeste da Catedral de São Paulo durante o Serviço de Ação de Graças do Jubileu de Prata.
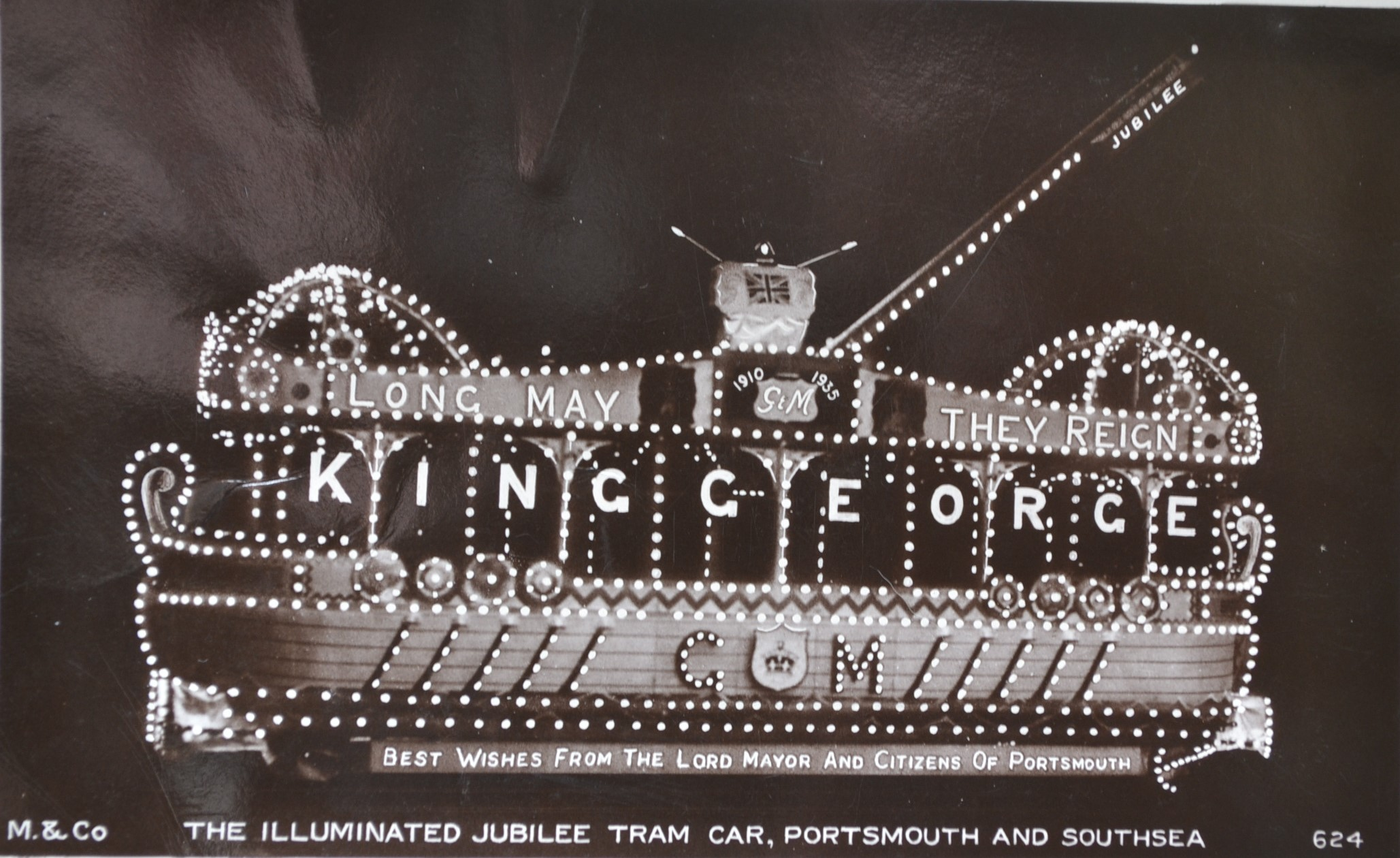
Um cartão postal mostrando um bonde iluminado da Portsmouth Corporation Tramways celebrando o Jubileu de Prata do Rei.
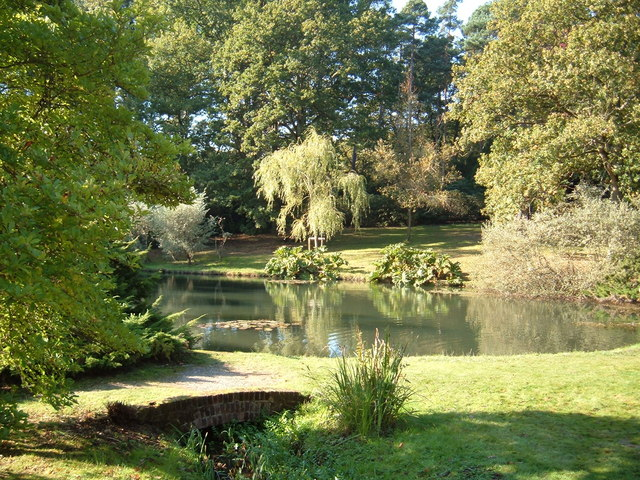
Jubileu Pond em Exbury Gardens criado para comemorar o Jubileu de Prata do Rei George V.
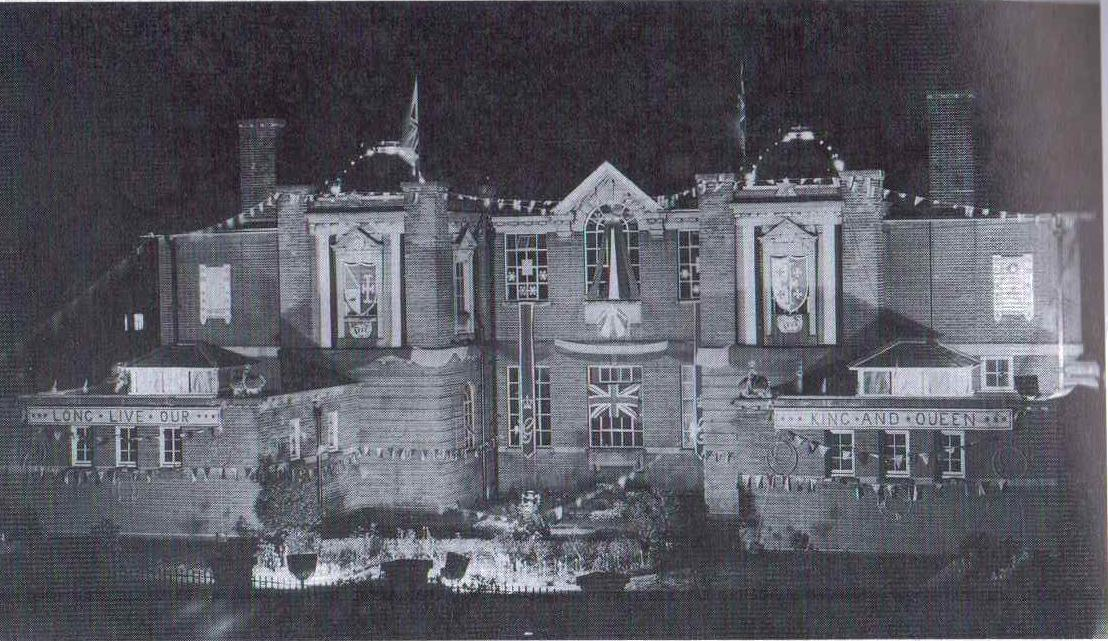
Uma escola vestida de forma geral e inundada para marcar o Jubileu de Prata do Rei em 1935.
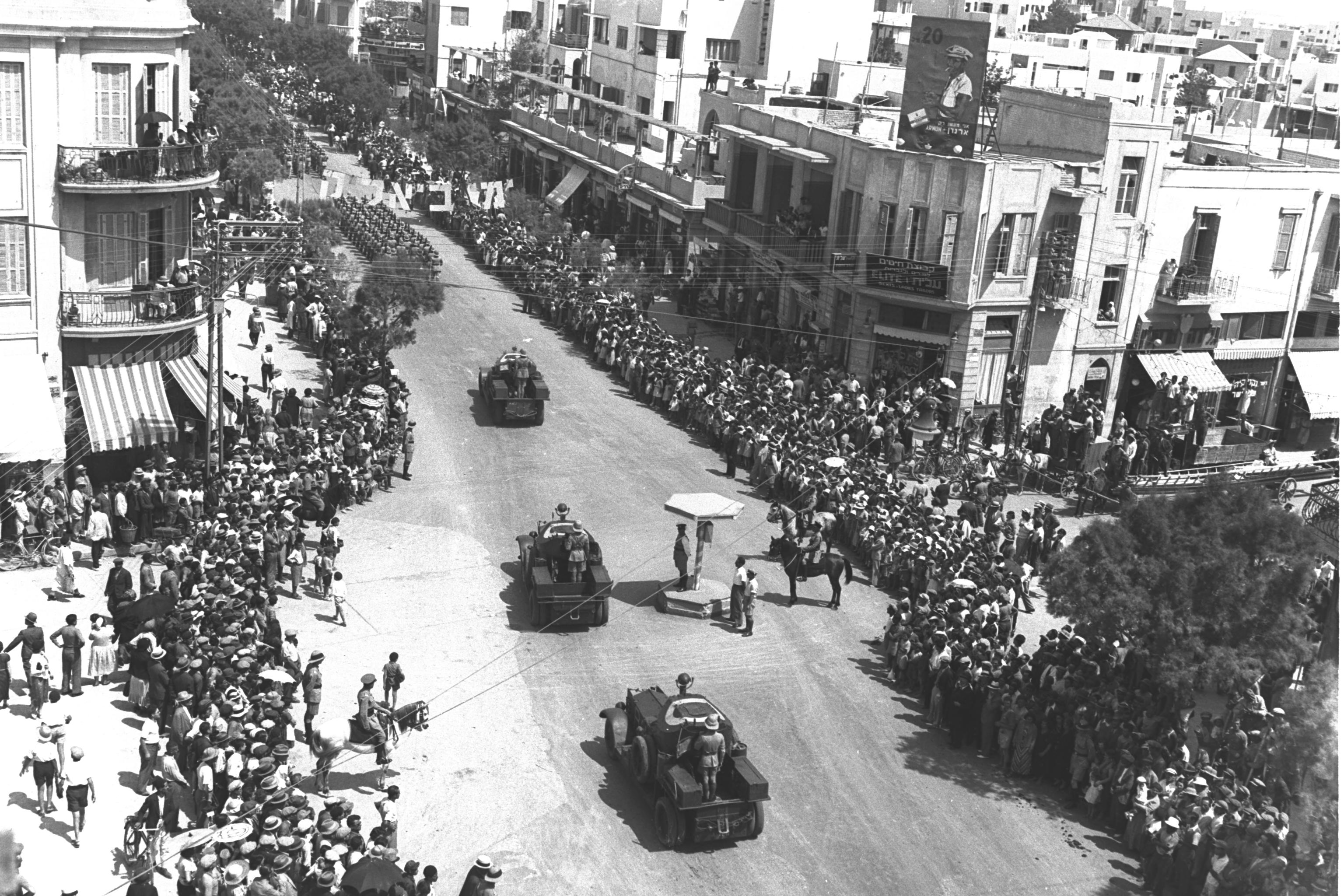
Veículos blindados britânicos desfilando pela Rua Allenby em Tel Aviv, em homenagem ao Jubileu de Prata do Rei George V.
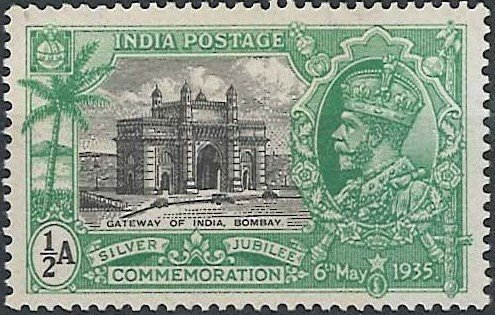
Um selo indiano comemorando o Jubileu de Prata de Jorge V, Imperador da Índia.
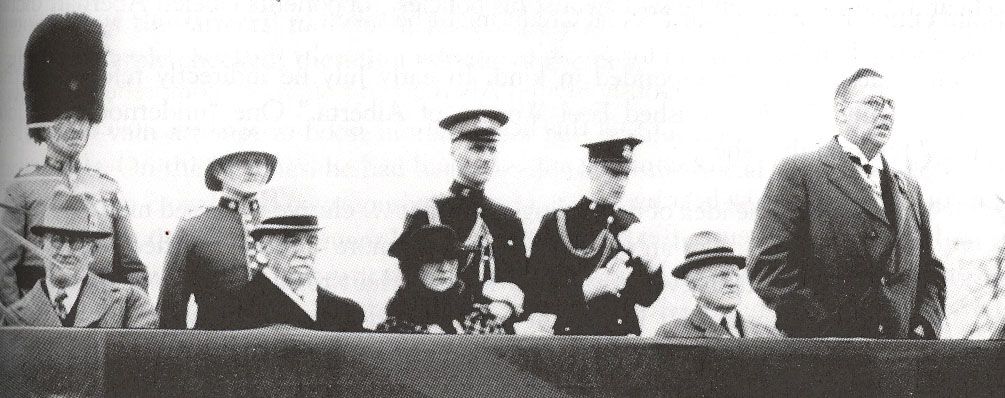
Alberta Premier Richard Reid falando por ocasião do Jubileu de Prata do Rei Jorge V.
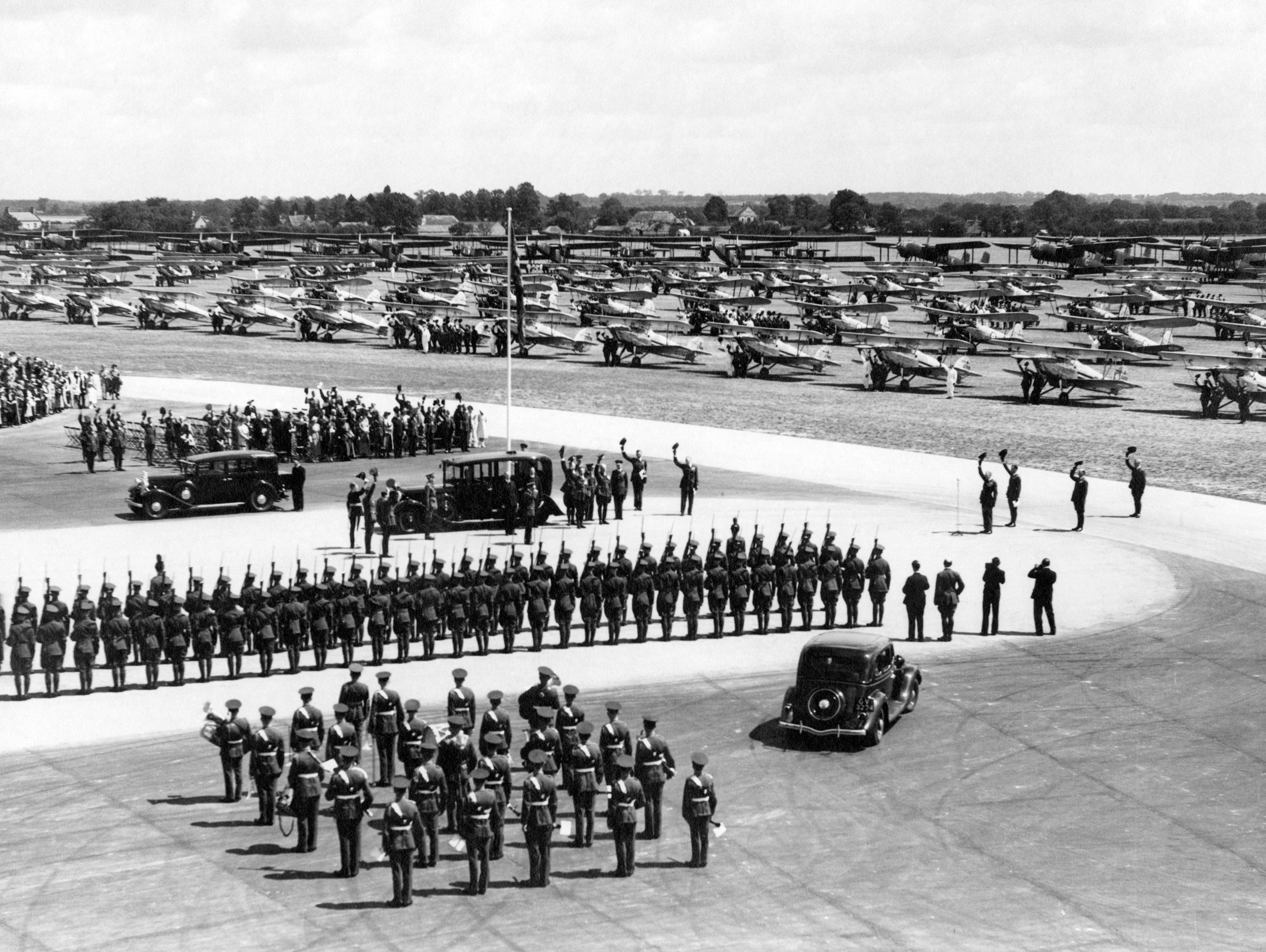
A Guarda de Honra saudando o Rei Jorge V em sua chegada a Mildenhall em 6 de julho de 1935 para o Jubileu de Prata Revisão da Força Aérea Real.
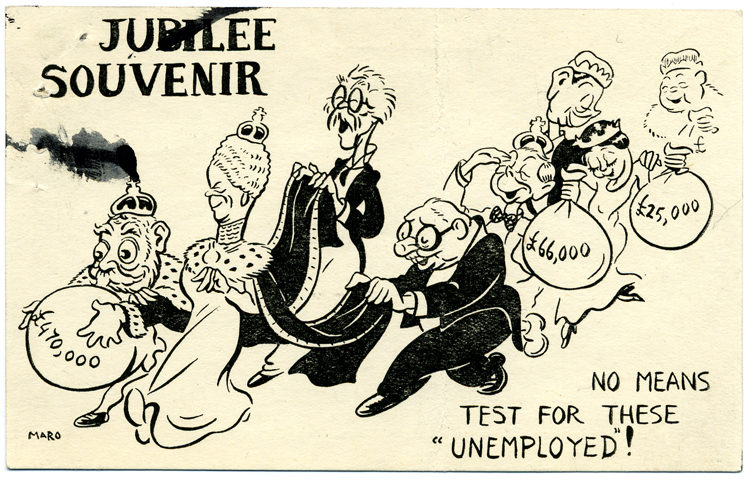
Não significa teste para esses "desempregados"! por Maro. A despesa pública para o Jubileu de Prata em meio a uma depressão financeira causou alguma controvérsia.
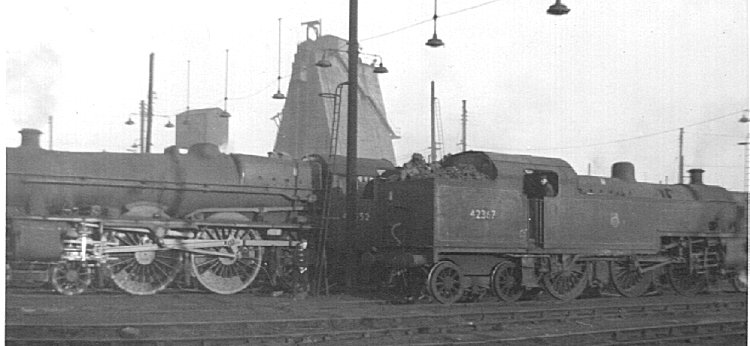
45552 Jubileu de Prata (à esquerda) foi especialmente batizado em homenagem ao Jubileu de Prata de Jorge V.
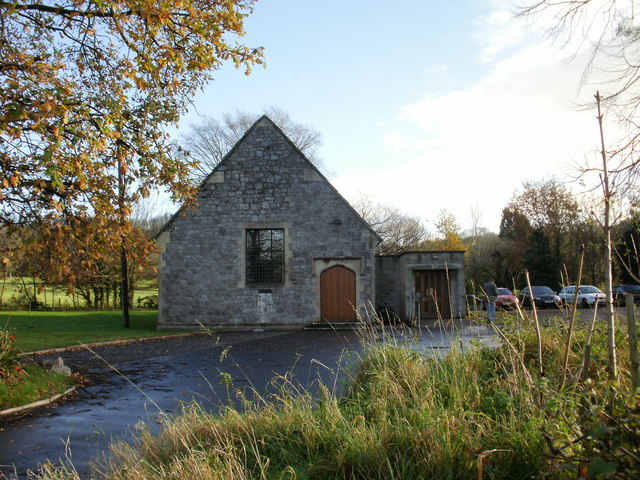
O Cleeve Village Hall, erguido em 1936, para comemorar o Jubileu de Prata de Jorge V.
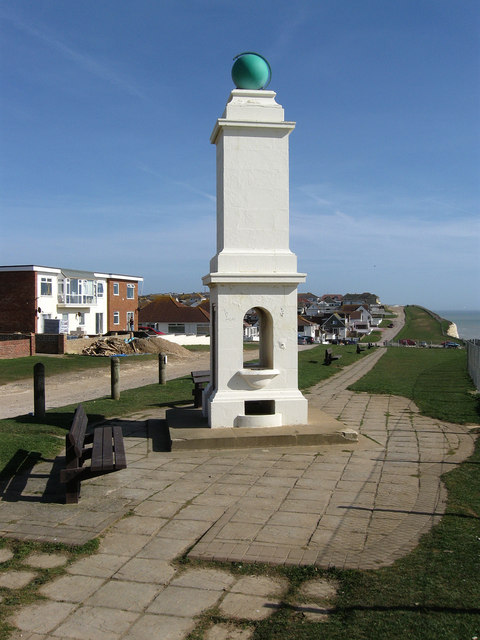
O Monumento Meridiano em Peacehaven, Inglaterra, construído em 1936, para comemorar o Jubileu de Prata de Jorge V.
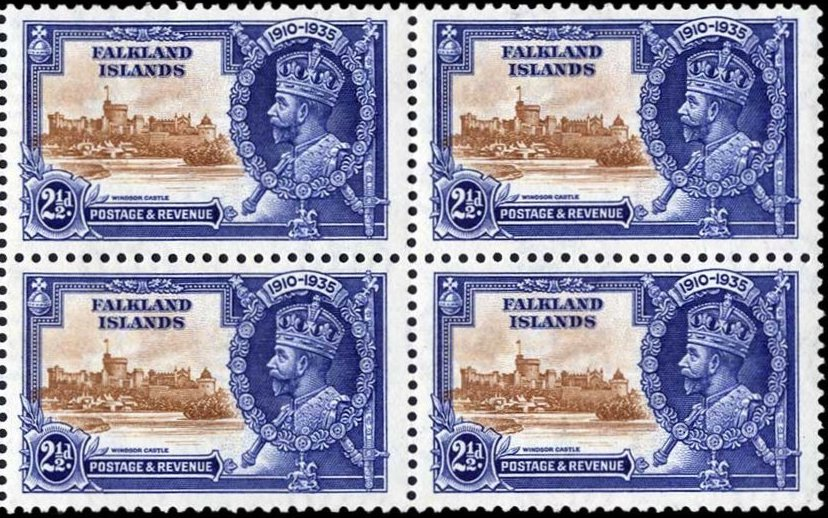
Selos das Ilhas Malvinas marcando o Jubileu de Prata do Rei Jorge V.